# 欽ちゃんの向こう三軒両隣
『欽ちゃんの向こう三軒両隣り』（きんちゃんのむこうさんけんりょうどなり）は、1976年10月17日から1977年9月25日までTBS系列（一部の系列を除く）で放送されていたTBS製作のバラエティ番組である。三菱電機の一社提供。放送時間は毎週日曜19:30 - 20:00 （日本標準時）。

## 概要
3軒の家を1チームとし、2組計6軒の家庭が「お隣さん理解度テスト」などのさまざまなゲームやお題に挑戦していた番組。司会は萩本欽一が務めていた。
TBS系列局で日曜夜7時30分枠における三菱電機の一社提供番組枠になるのは、この番組が初となった。以降、1992年3月終了の「テレビ探偵団」まで16年半にわたり一社提供番組枠として続くことになっている。

## コーナー
- お隣さん理解度テスト
- わが家の三大ニュース
- 宝物紹介
- 玄関先で歌合戦
- 早口言葉

## 放送局
- 東京放送（現在：TBS、製作局）
- 北海道放送
- 青森テレビ
- 岩手放送（現在：IBC岩手放送）
- 東北放送
- 福島テレビ
- 新潟放送
- テレビ山梨
- 静岡放送
- 北陸放送
- 中部日本放送（現在：CBC）
- 毎日放送

- 山陰放送
- 山陽放送（現在：RSK山陽放送）
- 中国放送
- テレビ山口
- テレビ高知
- RKB毎日放送
- 長崎放送
- 大分放送
- 宮崎放送
- 南日本放送
- 琉球放送

| TBS 日曜19:30枠 （本番組から三菱電機の一社提供）                               | TBS 日曜19:30枠 （本番組から三菱電機の一社提供）            | TBS 日曜19:30枠 （本番組から三菱電機の一社提供）         |
| 前番組                                                                         | 番組名                                                      | 次番組                                                   |
| ------------------------------------------------------------------------------ | ----------------------------------------------------------- | -------------------------------------------------------- |
| 固有枠名無しの単発特別番組枠 （1976年7月18日 - 1976年10月10日） ※19:30 - 20:55 | 欽ちゃんの向こう三軒両隣 （1976年10月17日 - 1977年9月25日） | 欽ちゃんのこれが1番!! （1977年10月16日 - 1979年2月25日） |